# Жирафовые
Жира́фовые (лат. Giraffidae) — семейство парнокопытных, в настоящее время встречающееся исключительно в Африке и содержащее два монотипичных рода: жирафы и окапи.

## Особенности семейства
Хотя на первый взгляд представители жирафовых непохожи, они имеют ряд общих признаков, среди которых обтянутые кожей рога (оссиконы), шероховатые зубы-резцы и длинный тёмный язык. Язык очень подвижный и приспособленный для хватания. Рога (в виде хрящиков) имеются уже при рождении. Каждый из них состоит из одной кости, срастающейся со временем с черепом. Рога растут на протяжении всей жизни, но тем не менее не достигают большой длины.

## Питание
Оба вида питаются в основном растительной пищей, преимущественно листьями деревьев. Чтоб их было легче доставать, у жирафовых в ходе эволюции сформировалась длинная шея. У живущего в лесах окапи это произошло в меньшей мере, у живущего в открытых саваннах жирафа — в большей. Окапи менее специализирован к лиственному питанию, чем жираф. Интересный факт, касающийся жирафа: он ест и кости, которые находит в саванне — это ему важно для подпитки и восстановления собственного скелета.

## Эволюция
Некогда жирафовые были разнообразнее, чем сегодня. Их появление датируется миоценом. Наиболее ранние жирафовые имели сходство с оленевыми и ещё не располагали описанными выше особенностями. До эпохи плейстоцена жирафовые обитали также в Европе и в Азии.
Жирафы и окапи разошлись на отдельные ветви на эволюционном древе около 11—12 млн лет назад.
Генетический анализ почти двух сотен жирафов показал, что существует не один вид Giraffa camelopardalis с четырьмя подвидами, а 4 отдельных вида: G. giraffa (южные жирафы), G. tippelskirchi (масайские жирафы), G. reticulata (сетчатые жирафы), G. camelopardalis (северные жирафы, у которых есть подвид G. camelopardalis camelopardalis). Время разделения жвачных (Ruminantia) на полорогих (Bovidae) и жирафовых (Giraffidae) датируется возрастом 28,7 млн л. н. Время отделения южных жирафов датируется возрастом 1,99 млн л. н., масайских жирафов — возрастом 1,89 млн л. н. Время разделения сетчатых и северных жирафов датируется возрастом 1,25 млн лет назад.

### Вымершие роды жирафовых
- † Birgerbohlinia
- † Bohlinia
- † Bramatherium
- † Decennatherium
- † Giraffokeryx
- † Helladotherium — элладотерий
- † Honanotherium
- † Hydaspitherium
- † Indratherium
- † Injanatherium
- † Macedonitherium
- † Palaeogiraffa
- † Palaeotragus — палеотрагусы
- † Progiraffa
- † Propalaeomeryx
- † Samotherium — самотерии
- † Sivatherium — сиватерии
- † Shansitherium
- † Triceromeryx
- † Vishnutherium
- † Zarafa